# Torymus purpurascens
Torymus purpurascens är en stekelart som först beskrevs av Fabricius 1798.  Torymus purpurascens ingår i släktet Torymus och familjen gallglanssteklar. Inga underarter finns listade i Catalogue of Life.